# Рудін Рудольф Григорович
Рудольф Григорович Рудін (нар. 22 грудня 1928 — пом. 17 грудня 2012) — російський актор. Заслужений артист Росії.
Знявся в українській стрічці «Робота у нас така» (1989, інспектор).
Глядачам запам'ятався у ролі пана Гімалайського в радянському гумористичному серіалі-телеспектаклі Кабачок 13 стільців. Кабачок йшов на радянському ТБ з 1966 до 1980, всього було знято 133 серії.
Рудін закінчив театральне училище імені Щепкіна в 1958, тоді ж дебютував на сцені театру Моссовета у виставі "Недоук" по Фонвізіну в головній ролі.
В 1962 перейшов до Московського театру мініатюр, а 10 років потому став його головним режисером. Рудін пропрацював у театрі до 1980.
Батько акторки Тетяни Рудіної.